# Wiltonský diptych

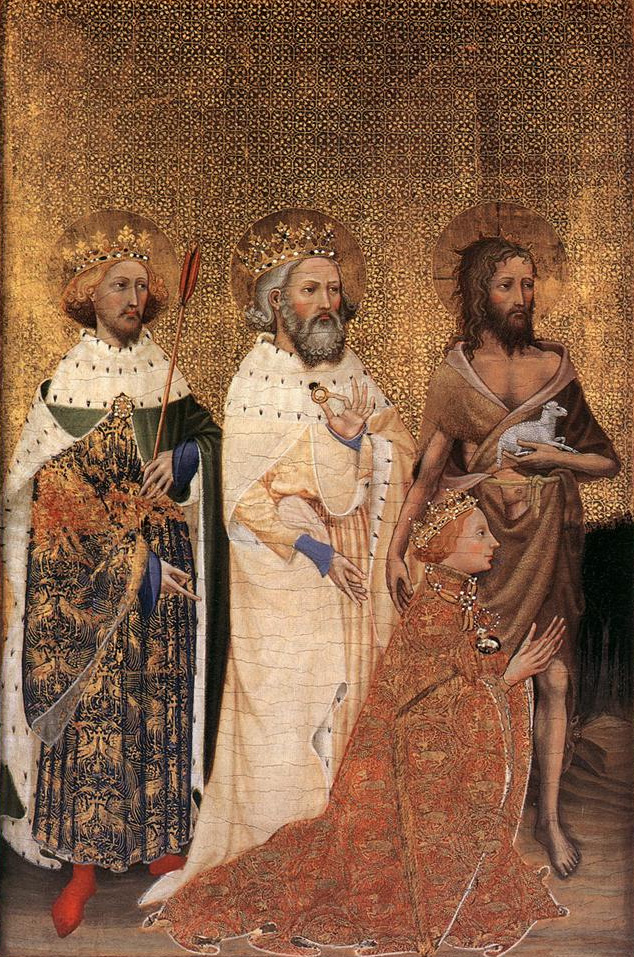
Levá strana Wiltonského diptychu

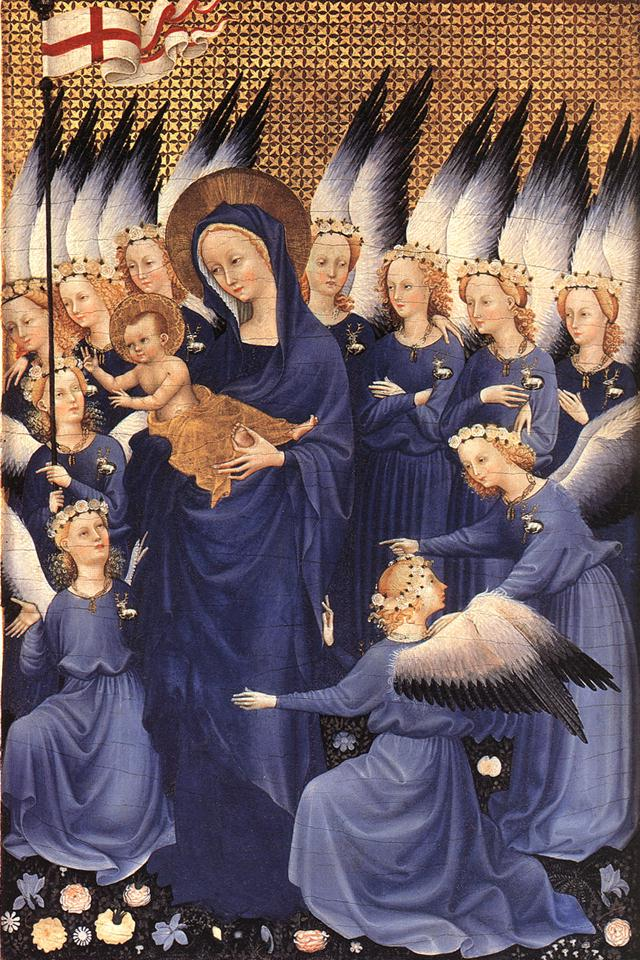
Pravá strana Wiltonského diptychu

Wiltonský diptych (asi 1395-1399) je dvoudílný cestovní oltář anglického krále Richarda II. Tento oltářní obraz je považován za jednu z nejkrásnějších ukázek mezinárodní pozdní gotiky. Od roku 1929 se nachází ve sbírkách Národní galerie v Londýně.
Oltář se skládá ze dvou dubových panelů: na levém je znázorněn klečící král Richard spolu s králem Východní Anglie Edmundem Mučedníkem (zemřel v roce 869), anglosaským králem Eduardem Vyznavačem (asi 1004 – 5. ledna 1066) a s Janem Křtitelem. Na pravé straně diptychu je vyobrazena stojící Madona s dítětem (Ježíšem Kristem) v náručí, obklopená 11 anděly.

## Historie
Malba vznikla pravděpodobně někdy během posledních pěti let vlády krále Richarda II. Protože je namalována ve stylu mezinárodní pozdní gotiky, není jisté, zda její tvůrce byl anglického, francouzského nebo italského původu.
Označení Wiltonský diptych vzniklo až později v souvislosti s vlastníkem diptychu hrabětem z Pembroke, který jej měl ve svém sídle Wilton House. Ještě dříve patřil do sbírek krále Karla  I. Stuarta.

## Interpretace
Obraz je protkaný všudypřítomnou křesťanskou symbolikou, která má vyjadřovat zbožnost Richarda II. a také jeho Bohem dané právo na anglický trůn.
Tři svatí obklopující klečícího Richarda jsou patrony ať již osoby Richardovy či celé Anglie. Představují jak náboženské, tak politické symboly – všichni mají svou kapli ve Westminsterském opatství. Svatý Edmund Mučedník (vlevo) drží střelu, která jej usmrtila, král Eduard Vyznavač má v levé ruce prsten, který podle legendy dal Janu Evangelistovi přestrojenému za poutníka. Jan Křtitel drží v náručí beránka Božího. Jan Křtitel byl zvláštní Richardův patron, právě na jeho svátek byl nový panovník korunován.
Andělé na obraze jsou oblečeni do rouch zdobených bílým jelenem. Jeden z nich třímá prapor s křížem svatého Jiří (červený kříž v bílém poli; patron Anglie, odkazuje na něj např. i William Shakespeare ve své hře Richard II.) V kruhu na vrcholu praporu je zobrazen odraz hradu a bílého ptáka (labutě nebo pelikána). Pokud je to pelikán, pak se jedná o jedno z tradičních zobrazení Ježíše Krista, které bylo obvyklé ve středověké ikonografii (pelikán drásající si hrdlo, aby nakrmil svá mláďata). Labuť, o které se tvrdí, že před smrtí krásně zpívá, mohla přeneseně symbolizovat křesťany (jako ty, kteří pějí žalmy). Panna Marie drží v náručí malého Krista, který žehná Richardovi II. Jeho hlavu obklopuje svatozář, která je částečně tvořena trnovou korunou. Ta předznamenává jeho budoucí utrpení na kříži.
Na obraze je častý osobní Richardův symbol bílého jelena (roucho, do kterého je oblečena klečící Richardova postava, roucho andělů). Jako Richardův osobní emblém obvykle leží bílý jelen v trávě s rozmarýnem. Rozmarýn a pštros byli osobními symboly Anny České, Richardovy první manželky. Ve středověké ikonografii symbol bílého jelena obvykle odkazuje na žalm 42 (2): „Jako laň prahne po vodách bystřin, tak prahne duše má po tobě, Bože!“ Richardův jelen má kolem krku jako obojek zlatou korunu, která má symbolizovat zlatá pouta, tj. světskou vládu, která Richarda zavazuje a určitým způsobem omezuje.
Podle některých autorů by mohlo jít o kryptoportrét královské rodiny, Panna Marie jako králova matka Jana z Kentu, Ježíšek jako jeho bratr Eduard z Angoulême, Jan Křtitel jako Jan z Gentu, svatý Edmund jako Richardův otec, „černý princ“ Eduard, a konečně jeho děd, král Eduard III. jako Eduard Vyznavač.